# Pràvaia Raitxikha
Pràvaia Raitxikha (en rus: Правая Райчиха) és un poble de l'óblast de l'Amur, a Rússia, que el 2018 tenia 23 habitants, pertany al districte de Bureiski.